# 如意輪觀音

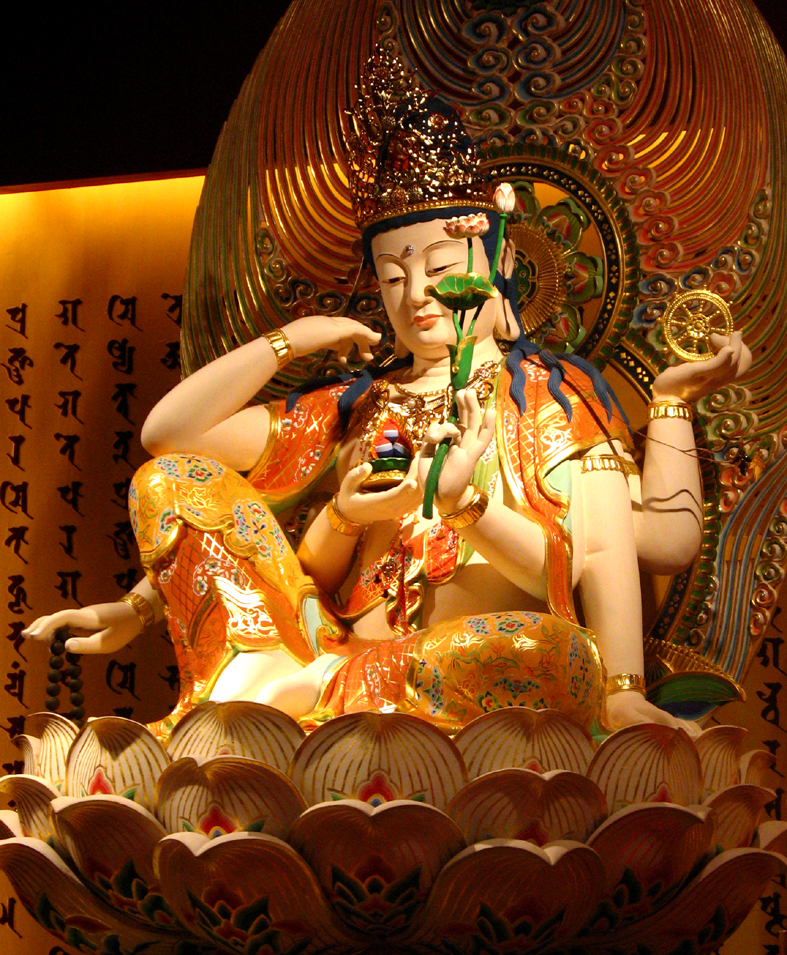
新加坡佛牙寺龙华院的如意輪觀音像，背景为悉昙梵文。

如意輪觀音（羅馬化：Cintāmaṇicakra），全稱如意寶輪王觀世音菩薩。又稱大梵深遠觀音、如意輪菩薩、如意諸寶王菩薩、如意寶輪王菩薩。是觀世音菩薩的化身之一，有二臂、四臂、六臂、八臂、十臂、十二臂等等不同形像，以六臂像最普及，此菩薩遍傳錫蘭、爪哇、日本、中國等地。亦有二、四臂菩薩之像。
此菩薩持如意金輪與如意寶珠，意為廣施有情，大轉法輪，破除煩惱，成就菩提。並能使眾生滿足願望，加速修行，有知名的《如意輪觀音咒》，普傳於世。

## 六觀音
如意輪觀音歸入六观音之一，為救度「天道」之觀音菩薩化身。六觀音即：聖觀音（救拔餓鬼道）、千手觀音（救拔地獄道）、馬頭觀音（救拔畜生道）、十一面觀音（救拔修羅道）、準提觀音（救拔人道）、如意輪觀音（救拔天道）。

## 神像

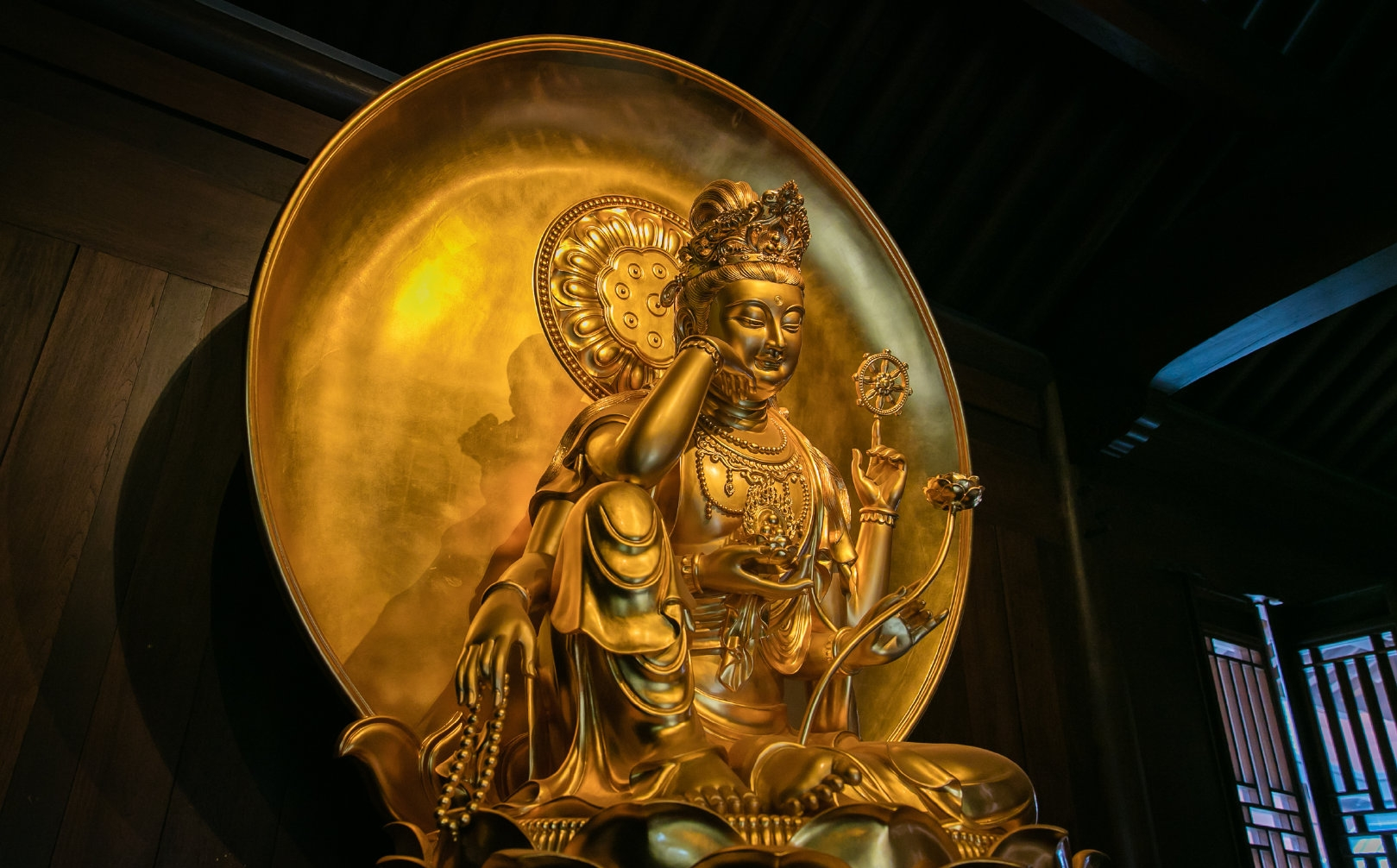
如意輪觀音像 - 玉佛寺, 上海, 中國
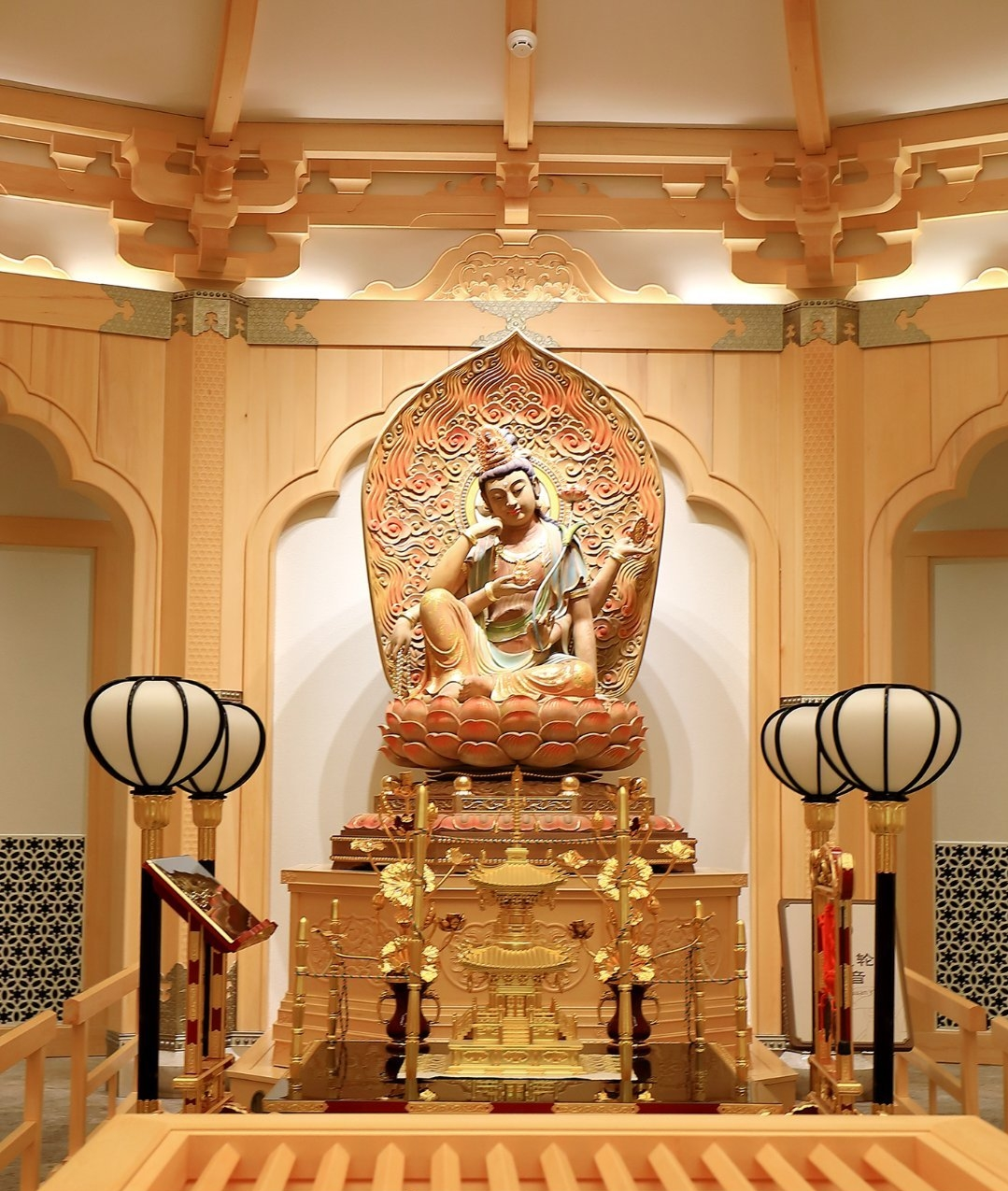
如意輪觀音像 - 普陀山观音法界, 浙江省, 中國
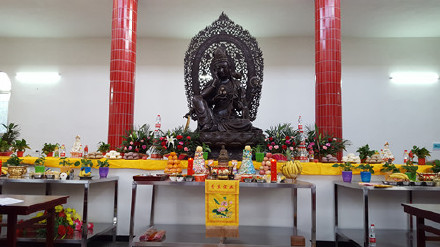
如意輪觀音像 - 湖北省浠水仙鶴寺, 浠水县, 湖北省, 中國